# The Lost Ribbon
The Lost Ribbon è un cortometraggio del 1911 (il regista non viene riportato nei titoli), prodotto dalla Kalem Company e interpretato da Alice Joyce, Carlyle Blackwell e George Melford.

## Trama
Jennie, la figlia di un allevatore di bestiame, vive col padre nel West, corteggiata da tutti i cow boy che lavorano alla fattoria. Ma lei ha occhi solo per Dick. A lui dà, come pegno d'amore, un nastro tagliato in due, di cui lei si tiene una parte. Ma il nastro di Jennie entra in possesso di uno dei pretendenti che lei ha respinto, Frank, che lo mostra a Dick, raccontandogli di averlo avuto dalla ragazza. I due uomini, litigando, passano presto alle mani, mentre alla fattoria una banda di indiani attacca Jennie e suo fratello che si rifugiano al piano superiore. Dick e Frank, per porre fine alla lite, decidono di andare da Jennie per dirimere la questione e arrivano sulla scena proprio quando gli indiani stanno abbattendo la porta dietro cui si trova la ragazza con il fratello. L'intervento dei cow boy li salva dalla banda di indiani e alla fine Frank si trova a dover confessare che il suo pezzo di nastro lo ha avuto perché Jennie lo aveva perso.

## Produzione
Il film - conosciuto anche con il titolo Saved from Indians fu prodotto dalla Kalem Company

## Distribuzione
Il film - un cortometraggio di una bobina - uscì nelle sale statunitensi il 17 febbraio 1911, distribuito dalla General Film Company.

### Data di uscita
IMDb
- USA	17 febbraio 1911

Alias
- Saved from Indians 	USA (titolo alternativo)